# SWFTools
SWFTools — свободный пакет программ командной строки для создания и работы с файлами SWF. Программное обеспечение выпущено по лицензии GNU General Public License и может быть скомпилировано из исходных кодов на C для работы под Linux, Microsoft Windows, и Apple Mac OS X. Для платформы Microsoft Windows также поставляется установщик, который устанавливает уже скомпилированные и готовые к использованию программы. Также под платформу Microsoft Windows существует графический интерфейс для программы pdf2swf.
Пакет включает следующие компоненты:
| Компонент  | Описание |
| ---------- | --- |
| as3compile | полноценный компилятор ActionScript 3.0 |
| avi2swf    | программа для конвертирования avi видео в swf |
| font2swf   | программа для конвертации шрифтов (TTF, Type1) в SWF.                                                                                                 |
| gif2swf    | Преобразует gif в swf |
| jpeg2swf   | генерирует слайд-шоу из одного или нескольких jpeg файлов                                                                                             |
| pdf2swf    | конвертирует pdf в swf, одна страница на кадр |
| png2swf    | Аналогично JPEG2SWF, только для PNG |
| swfbbox    | Для оптимизации и корректировки swf прямоугольника |
| swfc       | SWF создает SWF файл из скрипта. Поддерживает ActionScript 2.0/3,0 .                                                                                  |
| swfcombine | многофункциональная программа для таких операций с SWF как объединение, наложение и различные манипуляции с параметрами (например изменение размера). |
| swfdump    | Выводит подробную информацию и дизассемблированный код                                                                                                |
| swfextract | SWF извлекает из файла объекты: Клипы, Звуки, Картинки и т. д..                                                                                       |
| swfrender  | Визуализирует изображение из swf файлов, созданных с использованием pdf2swf, jpeg2swf or png2swf.                                                     |
| swfstrings | Ищет текстовые строки |
| wav2swf    | Преобразует wav в swf |